# Даніел да Сілва
Даніел да Сілва (порт. Daniel da Silva, нар. 27 травня 1973, Сан-Паулу) — бразильський футболіст, що грав на позиції захисника.
Виступав, зокрема, за клуби «Сантус» та «Палмейрас», а також національну збірну Бразилії.

## Клубна кар'єра
Даніел розпочав свою кар'єру в 1995 році у клубі «Уніау Сан-Жуан». Дебютував у бразильському чемпіонаті за «Уніау» у програному (1:2) матчі з «Гуарані». Після виступів у провінційному клубі «Сосьєдад Еспортіва Матоненсе», у 1996 році Даніел перейшов до «Сантоса», в якій провів один сезон, взявши участь лише у 9 матчах чемпіонату. 
У 1998 році перейшов до японського клубу «Верді Кавасакі». Після повернення до Бразилії виступав у клубі «Сан-Каетану» з другого дивізіону, в складі якого в 1999 році здобув путівку до Серії A. У футболці «Сан-Каетану» у 2000 та 2001 роках ставав віце-чемпіоном Серії A та фіналістом Кубку Лібертадорес 2002 року. У 2003—2006 роках виступав у «Палмейрасі». 26 листопада 2006 року у програному (1:4) «Інтернасьйоналу» матчі Даніел зіграв останній матч у вищому дивізіоні бразильського чемпіонату. Більшість часу, проведеного у складі «Палмейраса», був основним гравцем захисту команди.
Загалом з 1996 по 2006 роки у бразильському чемпіонаті зіграв 135 матчів, у яких відзначився 14-ма голами. Завершив професійну ігрову кар'єру у клубі «Сан-Каетану», у складі якого вже виступав раніше. Прийшов до команди 2007 року, захищав її кольори до припинення виступів на професійному рівні у тому ж році.

## Виступи за збірну
6 лютого 2002 року дебютував у складі національної збірної Бразилії у переможному (1:0) товариському матчі проти Саудівської Аравії. Це був єдиний для гравця матч у футболці національної збірної.

## Клубна статистика
| Клубні виступи | Клубні виступи | Клубні виступи | Ліга  | Ліга |
| Сезон          | Клуб           | Ліга           | Матчі | Голи |
| Бразилія       | Бразилія       | Бразилія       | Ліга  | Ліга |
| -------------- | -------------- | -------------- | ----- | ---- |
| 1995           | Уніау Сан-Жуан | Серія A        | 10    | 1    |
| 1996           | Сантос         | Серія A        | 8     | 0    |
| 1997           | Сантос         | Серія A        | 1     | 0    |
| Японія         | Японія         | Японія         | Ліга  | Ліга |
| 1998           | Верді Кавасакі | Джей-ліга      | 5     | 0    |
| Бразилія       | Бразилія       | Бразилія       | Ліга  | Ліга |
| 1999           | Сан-Каетану    | Серія B        |       |      |
| 2000           | Сан-Каетану    | Серія A        | 8     | 0    |
| 2001           | Сан-Каетану    | Серія A        | 22    | 1    |
| 2002           | Сан-Каетану    | Серія A        | 17    | 2    |
| 2003           | Сан-Каетану    | Серія A        | 4     | 0    |
| 2004           | Палмейрас      | Серія A        | 15    | 0    |
| 2005           | Палмейрас      | Серія A        | 32    | 7    |
| 2006           | Палмейрас      | Серія A        | 12    | 2    |
| 2007           | Сан-Каетану    | Серія B        | 5     | 0    |
| Країна         | Бразилія       | Бразилія       | 134   | 13   |
| Країна         | Японія         | Японія         | 5     | 0    |
| Загалом        | Загалом        | Загалом        | 139   | 13   |

## Статистика у збірній
| національна збірна Бразилії | національна збірна Бразилії | національна збірна Бразилії |
| Рік                         | Матчі                       | Голи                        |
| --------------------------- | --------------------------- | --------------------------- |
| 2002                        | 1                           | 0                           |
| Загалом                     | 1                           | 0                           |

## Досягнення

### Матоненсе
- Другий дивізіон Ліги Пауліста
  -  Чемпіон (1): 1995

- Серія A3 Ліги Пауліста
  -  Чемпіон (1): 1996

### Сантос
- Турнір Ріо-Сан-Паулу
  -  Чемпіон (1): 1997

### Сан-Каетану
- Серія A3 Ліги Пауліста
  -  Чемпіон (1): 1998

- Серія A2 Ліги Пауліста
  -  Чемпіон (1): 2000

### Палмейрас
- Серія B
  -  Чемпіон (1): 2003

- Кубок на честь 125-річчя пожежної частини
  -  Володар (1): 2005[3]

### Інші досягнення
Сан-Каетану
- Серія C
  -  Срібний призер (1): 1998

- Кубок Лібертадорес
  -  Фіналіст (1): 2002

- Серія A
  -  Срібний призер (2): 2000, 2001